# Johngarthia lagostoma
Johngarthia lagostoma is een krabbensoort uit de familie van de Gecarcinidae. De wetenschappelijke naam van de soort werd in 1837 voor het eerst geldig gepubliceerd in door Henri Milne-Edwards.